# Бюргер, Готфрид Август
Го́тфрид А́вгуст Бю́ргер (нем. Gottfried August Bürger; 31 декабря 1747, Мольмерсвенде — 8 июня 1794, Гёттинген) — немецкий поэт, известный главным образом своей балладой «Ленора» (1773).

## Биография
Сын пастора. Первоначальное образование получил в школе в Ашерслебене и уже с самого раннего возраста обнаружил поэтическое дарование. Дед, у которого воспитывался осиротевший Бюргер, послал его в 1764 году в университет Галле для занятий богословием, но молодой поэт семинарской науке предпочел кутежи и стихотворные занятия, так что дед вынужден был отозвать его назад. В 1768 г. Бюргера решили посвятить юриспруденции и отправили в Гёттингенский университет; но и здесь Бюргер продолжал вести такой же рассеянный образ жизни. Лишившись, вследствие этого, материальной поддержки деда, он находился в стеснённом материальном положении, пока знакомство с Генрихом Христианом Бойе и его кругом, высоко оценившими его поэтический талант, не открыло перед Бюргером новой дороги. Благодаря этому знакомству Бюргер получил место чиновника в Ганновере, где его семейная жизнь приняла сложный характер. В 1784 году переселился в Гёттинген, где сделался приват-доцентом в университете по кафедре эстетики и стилистики. В 1789 г. университет присвоил ему докторскую степень и назначил экстраординарным профессором (без содержания).
Один из выразителей идей «Бури и натиска». В литературной деятельности вначале подражал поэтам рококо. Опираясь на фольклорные традиции, создал новый для немецкой литературы жанр серьёзной баллады, введя элементы чудесного, таинственного, иррационального. В его балладах «Ленора» (1773), «Дикий охотник» (1786) и др. действуют мертвецы, привидения, оборотни.
Бюргеру также принадлежат эпиграммы и переработка на немецком языке знаменитой «Истории барона Мюнхгаузена» Р. Э. Распе (1786).